# Luís Filipe da Mata

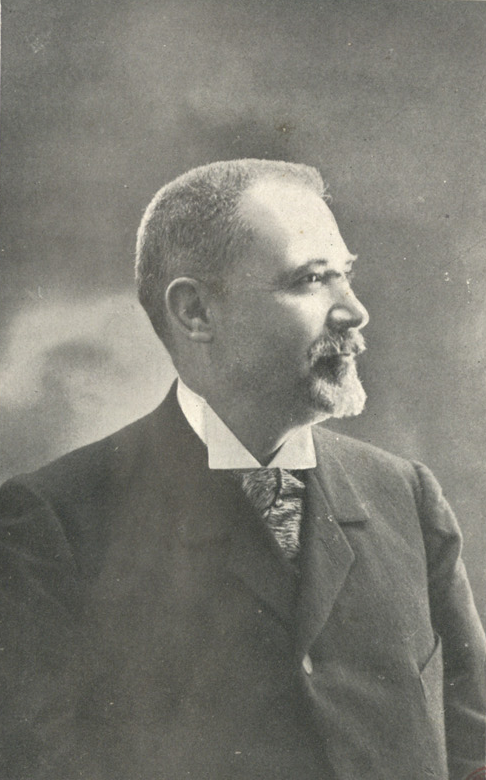
Retrato de Luís Filipe da Mata, publicado no Album Republicano (1908)

Luís Filipe da Mata (Lisboa, 15 de agosto de 1853 — Lisboa, 25 de outubro de 1924) foi um político republicano, vereador da primeira Câmara Municipal de Lisboa republicana (1908) e deputado e senador no Congresso da República. Era membro da Maçonaria.

## Biografia
Comerciante e funcionário público, filiou-se na Maçonaria antes de 1880 e foi um acérrimo defensor do republicanismo durante o período final da Monarquia Constitucional Portuguesa.
Exerceu diversos cargos cívicos, entre os quais o de director da Associação Comercial de Lisboa e de vice-presidente da comissão executiva do monumento ao Marquês de Pombal. Foi eleito deputado nas eleições suplementares de 1913 (1913-1915) e senador ao Congresso da República (1915-1917). Teve participação relevante no Congresso da República e durante o Sidonismo esteve preso.
Foi eleito Vereador da Câmara Municipal de Lisboa em 1908, quando o Partido Republicano Português conseguiu pela primeira vez conquistar aquela autarquia. Exerceu as funções de vereador  de 1 de Novembro de 1908 a 29 de Janeiro de 1913. Promoveu o Congresso Municipalista, foi Provedor da Assistência de Lisboa (de 6 de Setembro de 1913 a 15 de Janeiro de 1915 e após 15 de Maio de 1915) e teve importante papel na promoção do ensino laico, apoiando a criação de várias escolas primárias públicas. Foi um dos dirigentes do Vintém das Escolas.
Era um fervoroso admirador do Marquês de Pombal, o que fazia dele um acérrimo inimigo da Companhia de Jesus, parecendo acreditar serem os jesuítas os autores de todo o mal existente no mundo.
Fiel aos ideais republicanos, maçónicos e anti-jesuíticos, tornou-se uma das mais influentes figuras da maçonaria portuguesa, onde ascendeu ao lugar de grão-mestre do Grande Oriente Lusitano.
Em 1899 publicou um livro de versos anti-jesuíticos, que intitulou A Canalha, cuja venda contribuiu para financiar o monumento ao Marquês de Pombal.
O nome de Luís Filipe da Mata consta da toponímia de Lisboa.